# Cedric Sacras
Cedric Sacras (* 28. September 1996 in Luxemburg-Stadt) ist ein luxemburgischer Fußballspieler, der seit 2024 für Progres Niederkorn in der BGL Ligue aktiv ist.

## Karriere

### Verein
Über seinen Heimatverein Yellow Boys Weiler-la-Tour und Swift Hesperingen wechselte er 2011 in den Jugendbereich des FC Metz. Von 2013 bis 2016 bestritt Sacras insgesamt 22 Spiele für die Reservemannschaft des FC Metz, ehe er zur Saison 2016/17 zurück nach Luxemburg zum Vizemeister CS Fola Esch wechselte. Hier absolvierte er bis zum Sommer 2021 neben 97 Spielen mit drei Toren in der BGL Ligue auch elf Champions-League- oder Europa-League-Qualifikationspartien. Dort gelang ihm am 20. Juli 2017 beim 4:1-Heimsieg gegen den FK Keşlə sein bisher einziger internationaler Treffer. Zur Saison 2021/22 wechselte er dann weiter zum Ligarivalen Swift Hesperingen und wurde dort zwei Jahre später erneut nationaler Meister. Nach drei Spielzeiten mit 57 Ligaspielen und zwei Treffern schloss er sich im Sommer 2024 dem FC Progrès Niederkorn an.

### Nationalmannschaft
Nach diversen Länderspielen in Juniorenbereich bestritt er am 23. März 2016 im Testspiel gegen Albanien (0:2) und am 31. Mai 2016 gegen Nigeria (1:3) seine bisher einzigen beiden A-Länderspiele.

## Erfolge
- Luxemburgischer Ligapokalsieger: 2017
- Luxemburgischer Meister: 2021, 2023